# Hugh Longbourne Callendar

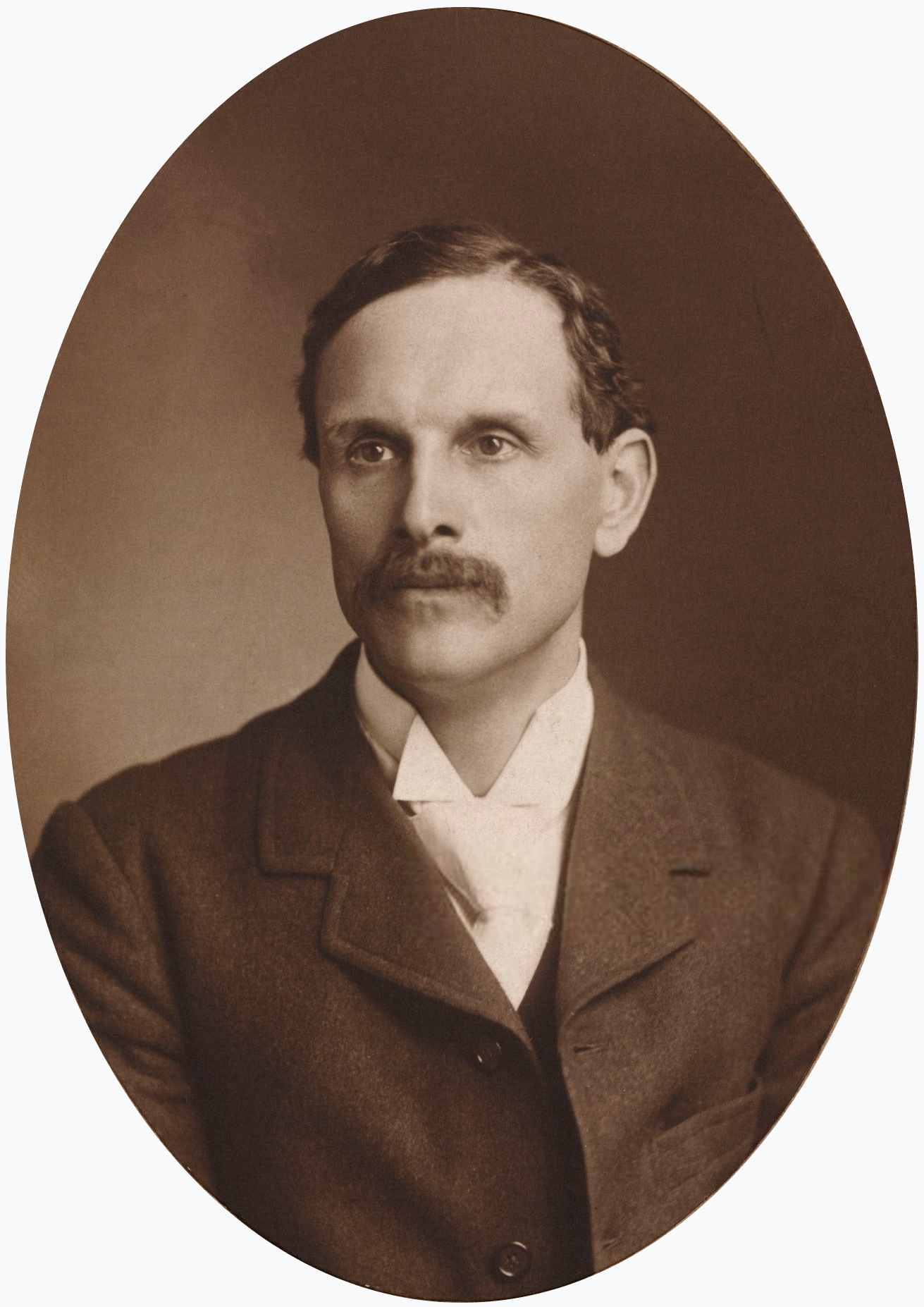
Hugh Longbourne Callendar omstreeks 1900

Hugh Longbourne Callendar (Hatherop (Gloucestershire),  18 april 1863 – Ealing, 21 januari 1930) was een Brits fysicus.
Callendar ontwierp de eerste experimenten met röntgenstraling in Canada die acceptabele beelden voor gebruik in ziekenhuizen opleverden.

## Academisch
In 1893 werd Callendar benoemd tot hoogleraar natuurkunde aan de McGill-universiteit, waar hij later opgevolgd zou worden door Ernest Rutherford.  In 1906 ontving Callendar de Rumford Medal.

## Privé
Callendar was de oudste zoon van Reverend Hugh Callendar, een anglicaans parochiepriester. Hij trouwde in 1894 met Victoria Mary Stewart. Samen kregen ze drie zonen: Leslie Hugh Callendar (1896), Guy Stewart Callendar (1898) en Max Victor Callendar. 